# Вильегас Пулидо, Гильермо Телль
Гилье́рмо Телль Вилье́гас Пули́до (исп. Guillermo Tell Villegas Pulido; 28 июля 1854, Баринас — 25 июля 1949, Каракас) — венесуэльский юрист, журналист и политик. Племянник президента Гильермо Телль Вильегаса, после отставки того в 1892 году во время кризиса Легалистской революции Хоакина Креспо — исполняющий обязанности президента Венесуэлы.

## Биография

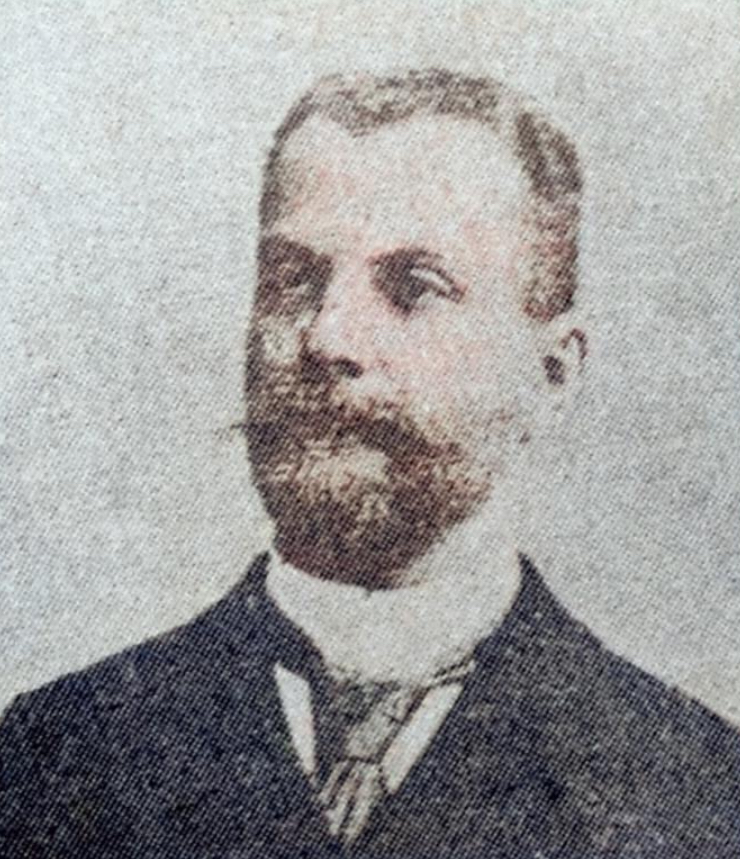

Вильегас Пулидо был сыном Хосе Антонио Вильегаса и Ниевес Пулидо. Вскоре переехал в Каракас, изучал право в Центральном университете Венесуэлы, получил степень в 1875 году. Стал одним из основателей школы La Paz в Каракасе. 
В 1879 году был назначен на должность специального комиссара Венесуэлы в Панаме, кроме того он был секретарем иностранных дел округа Каракас в 1879—1880 годах и генеральным секретарем президента Антонио Гусмана Бланко. В 1881 году был судьёй первой инстанции в Каракасе, а также депутатом Национального конгресса от штата Боливар в 1890—1892 годах.
После отстранения от власти его дяди Гильермо Телль Вильегаса занял пост президента на период Легалистской революции. Благодаря его влиянию в 1892 году была основана психиатрическая больница в Каракасе. После того, как Хоакин Креспо силой утвердил себя на посту президента в октябре 1892 года, Вильегас Пулидо был вынужден покинуть страну.
С 1898 года, после его возвращения, занимал посты глав правительств штатов Фалькон, Гуарико (1900—1901) и Апуре (1903—1904), а также генерального прокурора Венесуэлы (1899—1909, 1913—1916 и 1936).
С 1906 до 1907 года занимал пост консула Венесуэлы на острове Тринидад. В 1909 году он занимал пост предеседателя Палаты депутатов, с 1912 года служил 22-летний срок в качестве временного президента Ордена Освободителя. 
Он преподавал в Центральном университете Венесуэлы в последние годы своей жизни, участвовал в основании Академии социальных и политических наук и занимал пост декана факультета политических наук. Опубликовал несколько книг и статей по юриспруденции. 
В качестве журналиста Вильегас Пулидо основал журналы Alianza Literaria (1876), La Mayoría (1879) и Monitor (1889).
Умер в 1949 году в возрасте 94 лет.

## Факты
- Вильегас Пулидо был одним из долгожителей среди бывших глав государств и правительств мира в конце своей жизни.
- Вильегас Пулидо в период своего короткого президентства был одним из самых молодых руководителей глав государств и правительств в мире.